# Puccinia asarina

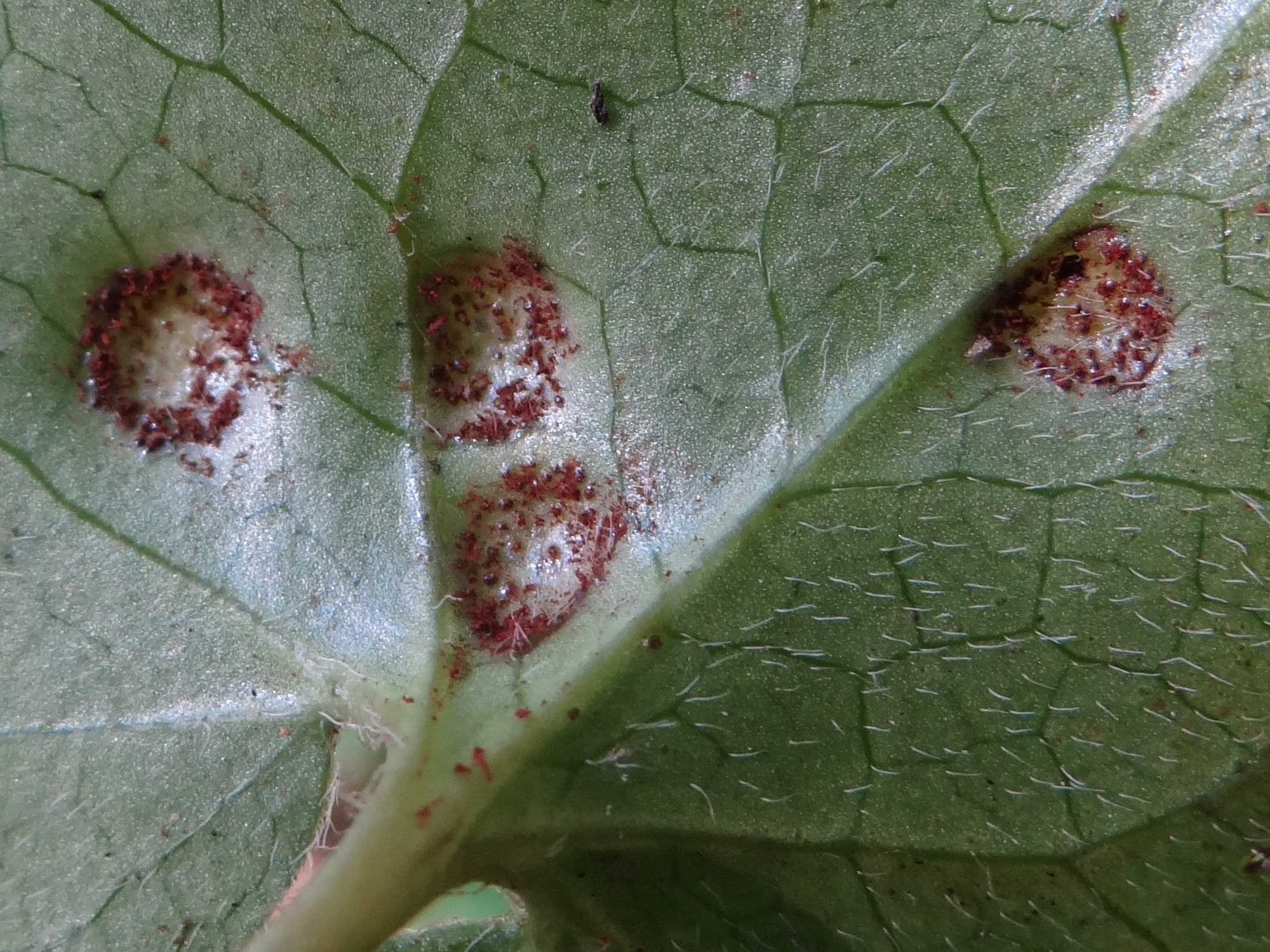
Telia na dolnej stronie liścia

Puccinia asarina Kunze – gatunek grzybów z rodziny rdzowatych (Pucciniaceae). Grzyb mikroskopijny, pasożyt roślin z rodzaju kopytnik (Asarum). Jest pasożytem obligatoryjnym, u porażonych roślin wywołuje chorobę zwaną rdzą. Grzyb ten podany został jako zawleczony do Europy (obecnie tu rozpowszechniony jako pasożyt kopytnika pospolitego), przy czym pierwotnie miał występować na dwóch gatunkach kopytników występujących we wschodniej części Ameryki Północnej.

## Systematyka i nazewnictwo
Pozycja w klasyfikacji według Index Fungorum: Puccinia, Pucciniaceae, Pucciniales, Incertae sedis, Pucciniomycetes, Pucciniomycotina, Basidiomycota, Fungi.
Synonimy nazwy naukowej:
- Dicaeoma asarinum (Kunze) Kuntze 1898
- Micropuccinia asarina (Kunze) Arthur & H.S. Jacks. 1921

## Rozwój i morfologia
Jest pasożytem jednodomowym, tzn. cały jego cykl rozwojowy odbywa się na jednym żywicielu. Jest też rdzą niepełnocyklową, wytwarza tylko jeden rodzaj zarodników – teliospory.
Teliospory gładkie, dwukomórkowe, w 10% roztworze amoniaku barwią się na jasnożółtobrązowo. Mają rozmiar 28–40 (–44) × 14–23 μm. Ściana o grubości 1–2 μm, ale na wierzchołkach dużo grubsza – 5–7 (–8) μm. Obydwie komórki posiadają pojedyncze pory rostkowe. Osadzone są na łatwo odpadającym trzonku o średnicy 2–4 μm. 
Na obydwu stronach liści kopytnika Puccinia asarina powoduje powstawanie chlorotycznych pęcherzy o średnicy 0,5–1 cm. Tworzą się w nich pod skórką liści brązowawe, podobne do krost telia. Teliospory wydostają się z nich przez pęknięcia w skórce.